# Reiley
Rani Petersen (Tórshavn, Ilhas Faroé; 24 de novembro de 1997), conhecido profissionalmente como Reiley, é um cantor e influenciador digital faroense. Ele representou a Dinamarca no Festival Eurovisão da Canção com a música «Breaking My Heart», mas não conseguiu chegar à final.

## Carreira
Reiley foi anunciado como um dos concorrentes do «Melodi Grand Prix 2023», a pré-selecção nacional dinamarquesa para o Festival Eurovisão da Canção de 2023, com a canção «Breaking My Heart».  No entanto, corria o risco de ser desqualificado do concurso depois de se ter descoberto que tinha interpretado a mesma canção no festival «Slow Life Slow Live» em Seul, Coreia do Sul, em 2022, o que constituía uma violação às regras do concurso. Apesar disso, mais tarde foi confirmado que ele não seria desqualificado e que iria competir. Mais tarde, venceu o concurso e tornou-se o representante da Dinamarca. É a primeira pessoa das Ilhas Faroé a representar a Dinamarca na Eurovisão.

## Discografia

### EP
- BRB, Having an Identity Crisis (2021)

### Singles
- "Let It Ring" (2021)[5]
- "Superman" (2021)
- "Blah Blah Blah"
- "Moonlight" com AB6IX (2022)
- "Breaking My Heart" (2023)